# Ermida de São Miguel Arcanjo (São Roque do Pico)
A Ermida de São Miguel Arcanjo é um templo cristão português que se localiza na freguesia de São Roque, concelho de São Roque do Pico, ilha do Pico, Açores, Portugal.
Esta ermida situa-se no cimo do Caminho Velho, em São Miguel Arcanjo. O edifício é composto por uma planta rectangular, dotado por uma torre sineira localizada do lado esquerdo da fachada.
A fachada principal do edifício apresenta um portal e uma janela rectangular e encontra-se dividida em duas partes por uma cinta de pedra. Esta torre é rematada por uma cruz.
Numa das fachadas laterais encontra-se uma porta e uma janela bem como umas escadas que dão acesso à torre sineira. Na outra tem uma sacristia acoplada.
As paredes desta ermida são construídas em alvenaria cuja pedra se encontra rebocada e caiada a cal de cor branca. A pedra encontra-se expostas cunhais e nas molduras dos vãos. Na torre sineira é possível ler-se a inscrição "R - 1960". Este memorial refere-se ao penúltimo restauro a que a ermida foi sujeita.